# Bounds Green
Bounds Green – stacja metra londyńskiego na linii Piccadilly, położona na terenie London Borough of Haringey. Została otwarta 19 września 1932 roku, głównym projektantem był Charles Holden. Budynek stacji wpisany jest do rejestru zabytków. Na peronie znajduje się wmurowana tam w 1994 roku tablica, upamiętniająca dziewiętnaście osób, szesnastu Belgów i trzech Brytyjczyków, które zginęły w tym miejscu w czasie niemieckiego nalotu bombowego w dniu 13 października 1940.
Według danych za rok 2008, ze stacji korzysta ok. 5,78 mln pasażerów rocznie. Jest stacją graniczną między trzecią a czwartą strefą biletową. Stacja położona jest w bliskim sąsiedztwie stacji kolejowej Bowes Park, stąd na mapach oznaczana jest jako dogodne miejsce przesiadki z metra w pociąg.